# مسعود روشن‌پژوه
مسعود روشن‌پژوه  (زاده مهر ۱۳۴۳) مجری، تهیه‌کننده و کارگردان صدا و سیمای جمهوری اسلامی ایران است. وی تاکنون مجری مسابقات و برنامه‌های تلویزیونی مختلفی بوده‌است که از مشهورترین آن‌ها می‌توان به مسابقه محله اشاره کرد. او به خاطر صمیمی و طنزپرداز بودنش موفق به جذب طرفداران بسیاری میان نوجوانان و کودکان شد.

## زندگی و فعالیت‌ها
مسعود روشن‌پژوه در سال ۱۳۴۳ زاده شده‌است. او کودکی را در تهران، دبستان را در همدان ، راهنمایی را در اصفهان و دبیرستان را در تهران گذرانده‌است روشن‌پژوه در دوران مدرسه، در تئاترهای مختلفی بازی کرد. وی در سال ۱۳۶۶ فعالیتش را در شبکه دو صدا و سیما آغاز کرد.

### برنامه‌ها
او با مسابقهٔ محله مجری‌گری را به صورت حرفه‌ای آغاز کرد.

### لقب بیگ مسعود
در بین جوانان و در فضای مجازی لقب بیگ مسعود منتسب به آقای مسعود روشن پژوه میباشد که دلایل مختلفی برای این نام وجود دارد. 